# Stefan van Dierendonck
Stefan van Dierendonck (Gemert, 4 augustus 1972) is een Nederlands schrijver en voormalig priester.

## Levensloop

### Jeugd en opleiding
Van Dierendonck werd geboren in Gemert en groeide op in Budel. Als kind wist hij al dat hij priester wilde worden en hij werd daarom op zijn achtste misdienaar in de kerk van Budel. Na het vwo in Weert afgerond te hebben ging hij naar het Sint-Janscentrum in Den Bosch voor zijn priesteropleiding. In 1996 werd hij daar door bisschop Ter Schure tot priester gewijd.

### Carrière
Van Dierendonck was na zijn wijding de jongste priester van Nederland; hij werd aangesteld als pastoor van de Sint-Jan-Evangelistkerk in Elshout. Hij vertrok 1999 op verzoek van bisschop Antoon Hurkmans naar Rome voor een studie kerkgeschiedenis aan de universiteit Gregoriana. Later brak hij deze studie af na een geloofscrisis en een glutenallergie die zich ook deed gelden tijdens de Heilige Communie. In 2001 trad hij uit als priester. Hij keerde in 2002 terug naar Nederland, waar hij in Nijmegen ging wonen en daar een studie volgde over coeliakie en de Rooms-Katholieke Kerk. Daarna ging hij als docent levensbeschouwing aan de slag op een middelbare school in Oss. In 2009 nam hij daar afscheid. In 2012 verscheen zijn roman En het regende brood, die deels gebaseerd is op zijn eigen ervaringen. Hij schreef het boek ook voor bisschop Hurkmans. In 2017 verscheen zijn tweede roman En het sneeuwde in Rome.

## Boeken
- 2012 - En het regende brood, roman, uitgeverij Thomas Rap, ISBN 9789060059760
- 2017 - En het sneeuwde in Rome, roman, uitgeverij Thomas Rap, ISBN 9789400400603